# Bernau (stacja kolejowa)
Bernau – stacja kolejowa w Bernau bei Berlin, w kraju związkowym Brandenburgia, w Niemczech. Znajdują się tu 2 perony.